# Nad obręczą
Nad obręczą (ang. Above the Rim) – amerykański dramat sportowy wyreżyserowany przez Jeffa Pollacka z 1994 roku. Wystąpił w nim znany amerykański raper i aktor Tupac Shakur. Scieżka dźwiękowa Nad obręczą.

## Fabuła
Kyle jest utalentowanym koszykarzem, z biednej dzielnicy, który marzy o grze w NBA. Jego trener stara się namówić byłego znakomitego koszykarza, Shepa, by trenował Kyle'a. Niecierpliwy chłopak woli jednak grać dla lokalnego gangstera, Birdiego. Sprawy się komplikują, gdy wychodzi na jaw, że Shep i Birdie to skłóceni od lat bracia.

### Obsada
- Duane Martin jako Kyle-Lee Watson
- Leon Robinson jako Thomas "Shep" Shepard
- Tupac Shakur jako Birdie
- Bernie Mac jako Flip Johnson
- David Bailey jako Rollins
- Tonya Pinkins jako Mailika Williams

i inni